# Przemysław Bobak
Przemysław Jacek Bobak (ur. 1974) – polski urzędnik mianowany służby cywilnej i dyplomata; ambasador RP w Etiopii (2020–2024), ambasador UE w Czadzie (od 2024). 

## Życiorys
Przemysław Bobak ukończył Szkołę Główną Handlową w Warszawie. Studiował także na Uniwersytecie Środkowoeuropejskim w Budapeszcie oraz Uniwersytecie Genewskim. 
W 2001 zdał egzamin na aplikację dyplomatyczno-konsularną w Ministerstwie Spraw Zagranicznych. Odbył staże w Ambasadzie RP w Londynie oraz Stałym Przedstawicielstwie przy OECD w Paryżu. Następnie pracował w Departamencie Afryki i Bliskiego Wschodu. Od 2004 do 2006 w Ambasadzie w Nairobi pełnił funkcję III sekretarza odpowiedzialnego za dyplomację ekonomiczną i projekty pomocowe w Kenii, Ugandzie, Madagaskarze, Rwandzie i Burundi. Odpowiadał za kontakty z ONZ oraz jej agencjami: Programem Narodów Zjednoczonych ds. Osiedli Ludzkich (UN-HABITAT) i Programem Środowiskowym Organizacji Narodów Zjednoczonych (UNEP). W 2006 przeszedł do biura ONZ UN-HABITAT w Warszawie, które obejmuje kraje Europy Środkowej, Wschodniej i Południowej. Odpowiadał tam za kwestie zarządzania projektami z zakresu promocyjnego. W 2009 powrócił do MSZ, najpierw do Departamentu Wschodniego, a następnie Biura Dyrektora Politycznego jako zastępca dyrektora oraz korespondent europejski w trakcie polskiej prezydencji w Radzie Unii Europejskiej. W 2013 Bobak wyjechał do ambasady w Tel Awiwie, gdzie zajmował się promocją współpracy naukowo-technologicznej, akademickiej, kwestiami innowacyjności, turystyki. W 2017 powrócił do Warszawy. Po kilku miesiącach pracy jako I radca w Departamencie Współpracy Ekonomicznej MSZ, w lutym 2018, objął stanowisko dyrektora Departamentu Afryki i Bliskiego Wschodu. 
26 lipca 2020 został odwołany ze stanowiska dyrektora i otrzymał nominację na stanowisko Ambasadora RP w Etiopii z jednoczesną akredytacją w Dżibuti, Sudanie Południowym, przy Unii Afrykańskiej, IGAD i UNECA. Stanowisko objął 6 września 2020. Listy uwierzytelniające na ręce prezydent Sahle-Work Zewde złożył 16 października 2020. Misję pełnił do 2024. W tym samym roku objął stanowisko ambasadora Unii Europejskiej w Czadzie.
Żonaty, ojciec dwójki dzieci. Posługuje się językami: angielskim i francuskim.

## Odznaczenia
W 2019 został odznaczony Srebrnym Krzyżem Zasługi „za zasługi w służbie zagranicznej, za osiągnięcia w podejmowanej z pożytkiem dla kraju działalności zawodowej i dyplomatycznej”.